# سپر حرارتی

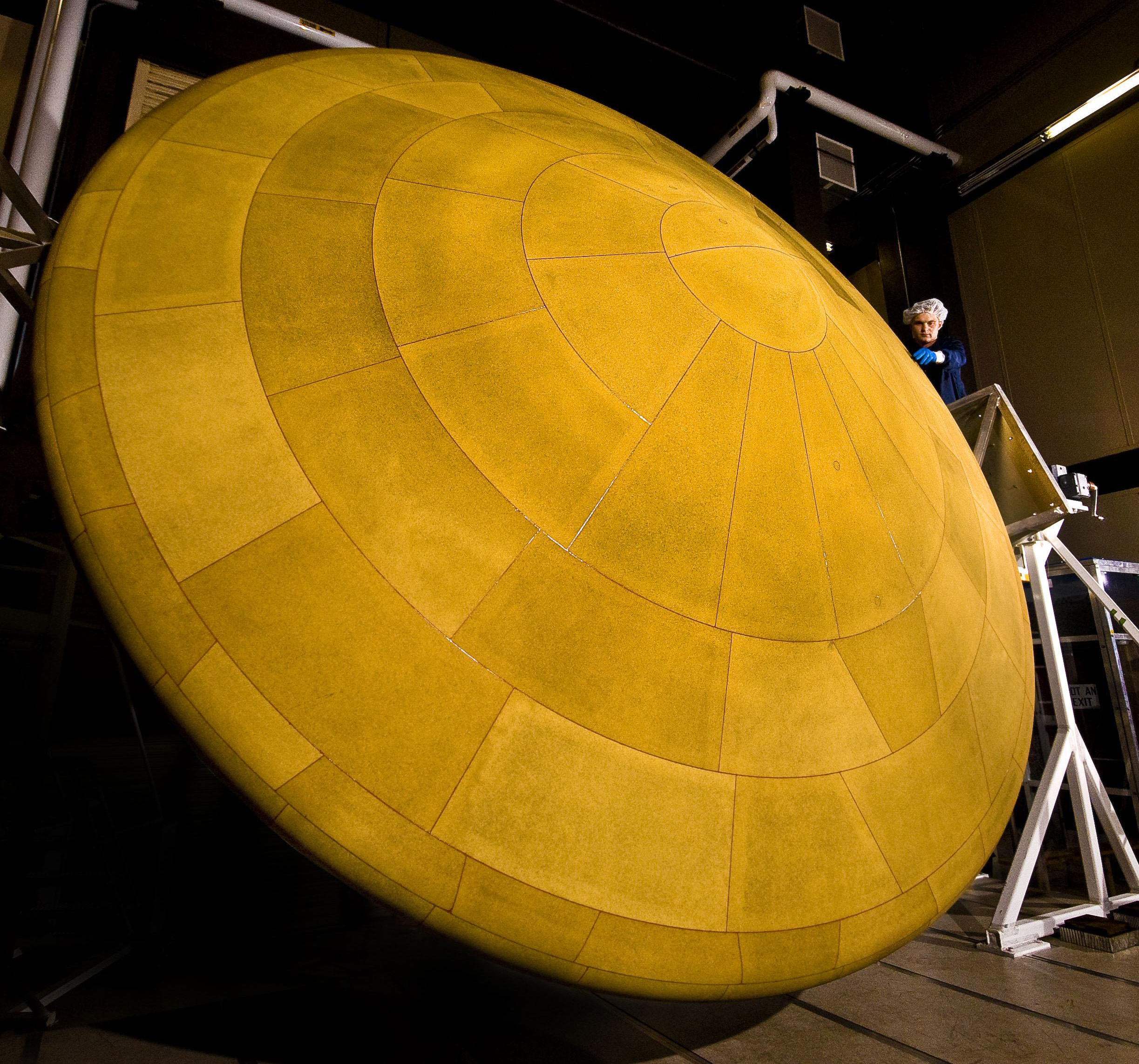
نمایی از یک‌نوع سپر حرارتی جداشدنی در آزمایشگاه علوم مریخ (ناسا)؛ برای مقیاس اندازه، به کارگر سمت راست، توجه‌کنید. - ۲۰۰۹

سپر حرارتی (انگلیسی: Heat shield) ابزاری‌است که در هوانوردی، به‌طور کلی به گونه‌ای طراحی می‌شود که با استفاده از پراکنده‌ساختن، بازتاب، جذب گرما یا به سادگی با سوزاندن و رها کردن جسم اضافی در فضا، گرمای اضافی را از خود دور می‌کند. اصطلاح سپر حرارتی، بیشتر در رابطه با مدیریت گرمای خروجی و سیستم‌های اتلاف گرما در اثر اصطکاک استفاده می‌شود.

## کارکرد
سپرهای حرارتی با دو مکانیسم اصلی از سازه‌ها را در برابر درجه حرارت شدید و شیب حرارتی محافظت می‌کنند. عایق حرارتی و سرمایش تابشی، که به ترتیب ساختار زیرین را از دمای بالای سطح خارجی جدا می‌کند، در حالی که از طریق تابش حرارتی گرما را به بیرون منتشر می‌کند. برای دستیابی به عملکرد خوب، سه ویژگی مورد نیاز یک سپر حرارتی عبارتند از: هدایت حرارتی پایین (مقاومت حرارتی بالا)، نشر پذیری بالا و پایداری حرارتی خوب (نسوز بودن). سرامیک‌های متخلخل با پوشش‌های نشری بالا (HECs) اغلب برای رفع این سه ویژگی به دلیل پایداری حرارتی خوب سرامیک‌ها، عایق حرارتی مواد متخلخل و اثرات خنک‌کننده تابشی خوب ارائه شده توسط HECها استفاده می‌شود.